# Alice nel Paese delle Meraviglie (balletto)
Alice nel Paese delle Meraviglie (Alice's Adventures in Wonderland) è un balletto in tre atti coreografato da Christopher Wheeldon e scenografato da Nicholas Wright, basato su Le avventure di Alice nel Paese delle Meraviglie di Lewis Carroll. È stato commissionato dal Royal Ballet, dal Covent Garden e dal National Ballet of Canada e ha avuto la sua prima mondiale lunedì 28 febbraio 2011. La musica è di Joby Talbot. È il primo balletto narrativo a figura intera che viene commissionato dal Royal Ballet dal 1995. Il design è di Bob Crowley.

## Soggetto
Wheeldon era attratto dalla fisicità dei personaggi del romanzo per bambini quindi, "per affascinare il pubblico e fargli credere in Alice" scelse la prima ballerina Lauren Cuthbertson per il suo ruolo. Per quanto riguarda la musica, Joby Talbot ha spiegato di "voler trovare un nuovo suono, il giusto timbro per il Paese delle Meraviglie". La partitura orchestrale di questo balletto ha una grande sezione di percussioni e quattro voci femminili. 

## Recensione dell'anteprima
L'anteprima è stata ben accolta dal pubblico, anche se alcuni di esso dissero che il primo atto era eccessivamente lungo. Prima di essere messa in scena, la coreografia di Wheeldon è stata modificata varie volte per mettere gli effetti speciali.
La musica composta da Talbot è stata accreditata per la musica sofisticata e le sue melodie vividamente descrittive, essendo una specie di ballata, mentre la performance di Cuthbertson è stata descritta come "vigile e divertente". Nel The Daily Telegraph Sarah Crompton ha scritto: "Alice sarà indubbiamente molto popolare; è vivace e abbastanza divertente. Ma aveva bisogno di danzare di più e un po' meno di azione per prendere posto accanto a quei balletti storici inglesi che il coreografo stesso ammira". 

## Coreografie successive
Dal 2012, Wheeldon ha cambiato la struttura del balletto dai due atti originali a tre, e ha inserito un ulteriore pas de deux per Alice e il Fante di Cuori.

## Coreografie precedenti
Prima di Christopher Wheeldon, tanti coreografi hanno messo in scena un adattamento del romanzo di Lewis Carrol. Primo tra tutti Michael Charnley che, nel 1953, ha portato in scena la prima versione coreografica con protagonista Belinda Wright. Di questa prima versione non si conoscono molti dettagli, se non quello che ci rivela lo storico e critico di danza Alberto Testa: sembra che questa fosse una versione estremamente legata ai vecchi metodi del balletto narrativo e forse un po’ superata nei modi in cui è stata costruita. A seguire, la coreografa Ruth Page nel 1970 ne crea una sua versione (non ancora completa) dal titolo Alice in the Garden, che viene poi completata nel '77 e messa in scena a Chicago. Molto particolare è invece la visione di Glen Tetley, che non sceglie di raccontare il semplice svolgimento della trama ma crea un gioco simbolico a più livelli intrecciati tra loro che alla fine portano sul palco due “Alice“, una giovane (quella del racconto) e una adulta (la vera Alice Liddel, cui il romanzo è ispirato). Quasi contemporaneamente alla rappresentazione di Tetley, il geniale Lindsay Kemp elabora una sua reinterpretazione della storia contando anche su Alice attraverso lo specchio e utilizzando il suo più che caratteristico stile coreografico. Presentata al Teatro Olimpico di Roma nel 1988, la riscrittura di Kemp non appare tanto come una favola per bambini quanto piuttosto come un sogno inquieto.

## Personaggi
Personaggi principali:
Alice: la protagonista dell'originario racconto nel quale è una bambina; nel balletto è un'adolescente che sta iniziando la sua prima storia d'amore.
Henry Liddell e sua moglie: i genitori di Alice.
Lewis Carroll: l'autore del racconto.
Lorina ed Edith: le sorelle di Alice.
Jack: il giardiniere che viene mandato via dopo essere accusato di aver rubato una torta alla marmellata.
Personaggi secondari:
Regina di Cuori: una monarca omicida che terrorizza tutti. Viene interpretata dalla stessa ballerina che interpreta la madre di Alice.
Re dei Cuori: viene interpretato dallo stesso ballerino che interpreta il padre di Alice.
Bianconiglio: l'assistente della Regina anch'esso spaventato da lei. Viene interpretato dallo stesso ballerino che interpreta Lewis Carroll.
Fante di Cuori: uno delle carte del mazzo che viene accusato di aver rubato le crostate di marmellata. Viene interpretato dallo stesso ballerino che interpreta Jack.
Duchessa: una dama che viene invitata a giocare a croquet con la Regina.
Rana: il maggiordomo della Duchessa.
Pesce: il postino del Paese delle Meraviglie.
Stregatto : un misterioso gatto ghignante a cui Alice chiede indicazioni.
Cappellaio Matto, Lepre Marzolina e Ghiro: tre personaggi che Alice incontra e con cui fa un tea party.
Brucaliffo: un insetto esotico che dà ad Alice un pezzo di fungo allucinogeno da mangiare.